# 康什河畔马尔勒
康什河畔马尔勒（法語：Marles-sur-Canche，法語發音：[maʁl syʁ kɑ̃ʃ]）是法国上法蘭西大區加来海峡省的一个市镇，属于蒙特勒伊区。

## 地理
康什河畔马尔勒（50°27'29"N, 1°49'38"E）面积5.1 平方千米，位于法国上法蘭西大區加来海峡省，该省份为法国北部沿海省份，西北濒北海，南至索姆省，东临北部省。
与康什河畔马尔勒接壤的市镇（或旧市镇、城区）包括：马朗、博姆里圣马丹、布里默、马朗拉、滨海蒙特勒伊、讷维尔苏蒙特勒伊。
康什河畔马尔勒的时区为UTC+01:00、UTC+02:00（夏令时）。

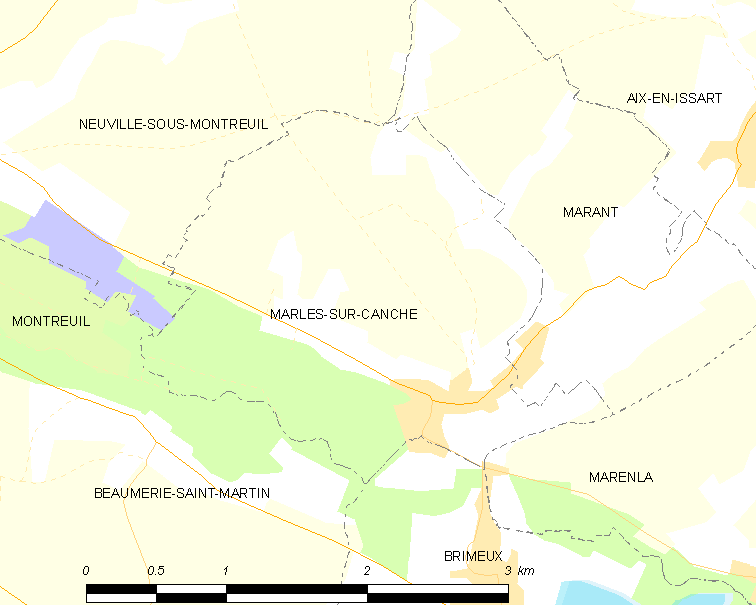
康什河畔马尔勒的OSM定位图

## 行政
康什河畔马尔勒的邮政编码为62170，INSEE市镇编码为62556。

## 政治
康什河畔马尔勒所属的省级选区为欧克西堡县。

## 人口

1962-2008年间康什河畔马尔勒人口变化图示

康什河畔马尔勒于2022年1月1日时的人口数量为313人。